# Perissomastix gabori
Perissomastix gabori är en fjärilsart som beskrevs av László Anthony Gozmány. Perissomastix gabori ingår i släktet Perissomastix och familjen äkta malar. Inga underarter finns listade i Catalogue of Life.